# Ernst Heinrich Wilhelm Meyer
Ernst Heinrich Wilhelm Meyer (auch: E. H. Wilhelm Meyer, Wilhelm Meyer, seit etwa 1940: Ernst Heinrich Wilhelm Meyer-Mölleringhof; * 4. Juni 1870 in Ovenstädt, Ostwestfalen; † 8. Mai 1948 in Bielefeld) war ein deutscher Jurist und Schriftsteller.

## Leben
Ernst Heinrich Wilhelm Meyer absolvierte ein Studium an der Universität Halle (Saale); 1896 promovierte er dort mit einer rechtshistorischen Arbeit zum Doktor der Philosophie. Anschließend war er als Rechtsanwalt und Notar in Bielefeld tätig.
Meyer veröffentlichte neben Abhandlungen zu juristischen und historischen Themen seit Mitte der 1930er auch Romane und Erzählungen.

## Werke
- Teilungsverbot, Anerbenrecht und Beschränkung der Brautschätze beim bäuerlichen Grundbesitze Lippes. Berlin 1895
- Guts- und Leibeigentum in Lippe seit Ausgang des Mittelalters. Ein Beitrag zur Geschichte der Grundentlastung und Bauernbefreiung. Halle 1896 Digitalisat
- Bilder aus der Geschichte der Provinz Westfalen. Bielefeld [u. a.] 1917
- Ein niedersächsisches Dorf am Ende des 19. Jahrhunderts. Bielefeld 1927
- Das Stockwerks-Eigentum. Berlin 1930
- Westfälisches Anerbenrecht. Bielefeld 1931
- Der Übergabevertrag (Altenteil, vorbehaltener Nießbrauch, Geschwisterrechte), insbesondere bei Erbhöfen. Köln 1935
- Der Schuldträger. Berlin 1935
- Wenn das Meer ruft. Hamburg 1938
- Bilanz der Jahre. Essen 1939
- Das Gesetz des Blutes. Leipzig 1939
- Die ewigen Wasser. Essen 1941
- Heimat im Osten. Halle (Saale) 1943